# Paridris pallipes
Paridris pallipes är en stekelart som först beskrevs av William Harris Ashmead 1887.  Paridris pallipes ingår i släktet Paridris och familjen Scelionidae. Inga underarter finns listade i Catalogue of Life.